# Yakuza (film)
Yakuza (The Yakuza) è un film del 1974 diretto e prodotto da Sydney Pollack, scritto da Leonard Schrader, Paul Schrader, e Robert Towne.
Il film narra di un uomo che fa ritorno in Giappone dopo diversi anni al fine di salvare la figlia rapita del suo amico. Il suo debutto risultò poco brillante, ma con il passare del tempo il film ha guadagnato il favore del pubblico, venendo considerato un cult.

## Trama
Il detective in pensione Harry Kilmer viene chiamato da un suo vecchio amico, George Tanner. Tanner ha affari con la mafia giapponese, gli yakuza, e soprattutto con uno di essi: Tono. Tono prende in ostaggio la figlia di Tanner e il suo ragazzo per esercitare delle pressioni per garantirsi un buon proseguimento degli affari che coinvolgono la vendita di armi. Tanner spera in Kilmer, in quanto lo reputa in grado di trovare e salvare la ragazza grazie alle sue conoscenze del mondo giapponese.
Tanner e Kilmer furono ufficiali di marina e molto amici a Tokyo durante l'occupazione post-bellica. Kilmer si innamorò di una donna del luogo, Eiko, che si manteneva con il commercio del mercato nero. Quando la sua giovane figlia si ammalò, Kilmer aiutò Eiko a trovare la penicillina per il bambino, salvandogli così la vita. Dopo che avevano vissuto insieme, il fratello di Eiko Ken tornò da un'isola dove era stato dato per disperso quando prestava servizio come soldato imperiale. Indignato con la sorella che viveva con un suo ex nemico ma contemporaneamente contrastato con se stesso dal momento che Kilmer ha salvato la vita del bambino e quindi la sua (apparentemente) unica famiglia rimasta, scompare affiliandosi alla yakuza divenendo un criminale e rifiutandosi da allora di vedere o parlare con la sorella. Kilmer chiede più volte ad Eiko di sposarlo, ma lei lo rifiuta sempre. Eiko così facendo cerca di non offendere ulteriormente il fratello perso. Come regalo di addio, Kilmer regala ad Eiko la proprietà di un bar (con cinque mila dollari che ha preso in prestito da George Tanner). Dopo questa separazione nessuno dei due più si innamora o si sposa.
In viaggio verso Tokyo con Dusty, la guardia del corpo di Tanner, Kilmer resta ospite a casa di un altro vecchio compagno militare di nome Oliver Wheat. Kilmer visita Eiko al suo caffè alla chiusura con il desiderio di vederla ancora una volta, poiché è chiaro che Kilmer la ama ancora profondamente. Eiko riferisce a Kilmer che il fratello si trova alla sua scuola di kendō. Kilmer incontra Ken per chiedergli aiuto ricordandogli che il debito d'onore di Ken nei suoi confronti, (in giapponese giri) è di quei debiti che sono a vita e che tradizionalmente non potranno mai essere ripagati. Ken riferisce a Kilmer che egli non è più un membro Yakuza, ma potrà essere ancora di aiuto. L'astio di Ken verso Kilmer è ancora chiaro, ma lo mette da parte per trovare e liberare la ragazza e il suo fidanzato. A tal proposito, Ken "riprende la spada", ancora una volta, ferendo uno degli uomini di Tono e viene così scoperto da uno dei luogotenenti del delinquente. Questo gesto rappresenta una intrusione ingiustificabile da parte di Ken negli affari della yakuza. Sono emessi così minacce di morte sia su Ken che su Kilmer. Kilmer aspetta che le acque si calmino ed Eiko suggerisce di parlare con Goro, altro fratello di Ken, consulente legale di alto livello per i capi yakuza. Goro è in grado di intercedere a causa del suo ruolo imparziale nella società yakuza, ma suggerisce a Ken che per rimuovere la minaccia di morte deve uccidere Tono con una spada. L'unica alternativa per Kilmer e per Ken è uccidere Tono.
Kilmer rimane a Tokyo e questa volta è lui a farsi prendere dal senso di colpa per aver interferito con la famiglia di Eiko ed aver messo in pericolo Ken. Dopo un tentativo fallito di omicidio, Kilmer scopre che il suo vecchio amico Tanner è l'esecutore materiale della sua condanna a morte. Nonostante le apparenze, Tanner e Tono si conoscono bene e sono partner commerciali di successo. Durante un agguato ai danni di Ken e di Kilmer nella casa di Oliver, Dusty viene ucciso con un colpo di spada e in questo frangente rimane vittima anche la figlia di Eiko , Hanako. Entrambi gli uomini sono schiacciati dal peso della tragica perdita di Hanako.
Cercando ancora consigli dal fratello di Ken, Goro gli comunica ancora una volta che non hanno altra scelta se non quella di assassinare Tanner e Tono. La morte fuori programma della ragazza agli occhi degli ambienti yakuza dà diritto di vendetta e replica dell'onore di Ken. Goro rivela anche che lui ha un "figlio ribelle", che si è unito al clan di Tono e chiede a Ken di risparmiargli la vita se si dovesse trovare coinvolto in una eventuale scontro. Il figlio ha tatuato un ragno sulla sua testa come segno distintivo. Ken giura che il figlio non sarà ferito. In privato Goro svela un segreto sconvolgente a Kilmer: Eiko non è la sorella di Ken, ma sua moglie e Hanako era la loro unica figlia. Sentendo questo, Kilmer realizza il vero significato del comportamento di Eiko e la conseguente rottura con Ken, e spiega anche l'angoscia di Ken per la morte di Hanako; capisce anche che la propria presenza nella loro vita è stata ingombrante.
Kilmer trova e uccide Tanner, poi si riunisce con Ken per un attacco suicida vicino alla residenza di Tono. Nel corso di una tesa e prolungata battaglia in cui Ken uccide Tono con un colpo di katana, il figlio di Goro li attacca all'improvviso e Ken è costretto a ucciderlo per legittima difesa. Rivelata la notizia a Goro della morte del figlio, Ken si accinge a praticare il "seppuku" come punizione, ma suo fratello lo ferma. Ken esegue lo "yubitsume" (una formale scusa cerimoniale tipica degli yakuza che consiste nel taglio del proprio mignolo sinistro). Dopo le scuse di Ken, Goro parla con Kilmer e si complimenta per aver agito come da tradizione giapponese, fatto alquanto sorprendente per un gaijin.
Kilmer preso un taxi per l'aeroporto intenzionato a lasciare il Giappone, è visibilmente turbato e decide di tornare a fare visita a Ken per un'ultima volta e chiede di parlare con lui seriamente. Mentre Ken prepara il tè Kilmer si fa lo yubitsume per scusarsi con Ken. Facendo scorrere il fazzoletto piegato che contiene il dito per Ken, Kilmer dice: " vi prego di accettare questo in segno delle mia scuse ", esattamente le stesse parole che Ken ha usato quando ha presentato le sue scuse a Goro. Kilmer si scusa ancora per aver " portato grande dolore nella vostra vita, sia nel passato che nel presente". Chiede umilmente che "se mi si può perdonare, allora si può perdonare anche Eiko". Accettate le scuse, Ken gli dichiara che "nessun uomo ha un amico più grande di Kilmer-san". Alla separazione in aeroporto, i due uomini si inchinano profondamente l'un l'altro in segno di rispetto.